# Riksdagen 1956
Riksdagen 1956 ägde rum i Stockholm.
Riksdagens kamrar sammanträdde i riksdagshuset den 10 januari 1956. Riksdagsarbetet inleddes ceremoniellt genom riksdagens högtidliga öppnande i rikssalen på Stockholms slott den 11 januari. Första kammarens talman var John Bergvall (FP), andra kammarens talman var Gustaf Nilsson (S). Riksdagen avslutades den 13 december 1956.